# 嶋村カオル
嶋村 カオル（しまむら かおる、1969年4月15日 - 2013年2月26日）は、日本の女性声優。最終は81プロデュース所属。神奈川県横浜市生まれ。

## 略歴
中学、高校の間の4年間はアメリカで暮らし、のちに英検1級を取得。英語教材にも多数声をあてている。上智大学卒業。
2012年6月より体調不良により休養していた。
2013年2月26日、乳癌のため横浜市の病院で死去。43歳没。

## 人物
本名は高橋 浩子（たかはし ひろこ、旧姓：米倉〈よねくら〉）で、2005年5月31日までは嶋村 薫（しまむら かおる）名義で声優活動をしていた。また、かつて（デビュー当初）は本名（旧姓）の米倉 浩子の名義で声優活動をしていた。
少年、若い女性、老婆役まで演じる役柄は幅広かった。

### ランク王国
1995年、26歳のとき、『ランク王国』にラルフの声として出演したが、開始前に出演するか迷っていたという。だが、生涯やり続けられる仕事として出演した。また、2012年6月2日から関山美沙紀が彼女の代役（のちに事実上の2代目）を担当している。
また死後初めての放送になった、2013年3月2日放送回の最後において、彼女の「check it out」の声と追悼メッセージが流された。それにまた、生前最後のMCとなった美咲アヤカが追悼メッセージを同年2月28日に寄せた。

### 英語技能
前述の通り、中学・高校4年間アメリカで暮らし、英検1級を取得しているため、英語を使用することがある。しかし、『ランク王国』では英語をあまり使用していない。海外アニメで英語を使用することが多く、『おたすけマニー』のケリーとシメールの声などを担当している。また、クリステル・チアリが彼女を大切で大好きな先輩として慕っていた。

## 後任
嶋村の病気による降板に伴い、役を引き継いだ声優は以下の通り。
| 後任       | 役名         | 概要作品                     | 後任の初担当作品                    |
| ---------- | ------------ | ---------------------------- | ----------------------------------- |
| 関山美沙紀 | ラルフ       | 『ランク王国』               | 2012年6月2日放送分                  |
| 坂本千夏   | ドーラ       | 『ドーラといっしょに大冒険』 | Amazonプライム版                    |
| 青山桐子   | 小野杏子     | 『史上最強の弟子ケンイチ』   | 『史上最強の弟子ケンイチ 闇の襲撃』 |
| 勝生真沙子 | 小川先生     | 『あたしンち』               | 不明                                |
| 沢海陽子   | おバチちゃん | 『それいけ!アンパンマン』    | 不明                                |
| 桐山智花   | おバチちゃん | 『それいけ!アンパンマン』    | 不明                                |

## 出演
太字はメインキャラクター。

### テレビアニメ
1992年
- お〜い!竜馬（中国人少年、アメリカ人少女）

1993年
- 恐竜惑星（ヤン）

1994年
- キャプテン翼J（井沢守）
- ジーンダイバー（フラウ・ニー、ビター35）
- ツヨシしっかりしなさい（花屋）
- マクロス7（レックス）

1995年
- 愛天使伝説ウェディングピーチ（武蔵野先生）
- アリス探偵局（ピー、桃太郎、孫悟空、テレス）
- 行け!稲中卓球部（北条理恵先輩、花代、井上さち子、猿山ばあさん、鬼塚、佐藤、石坂、千葉みゆき、一条さゆり、保母、美女、竹中コータ、カオルの母、木之下の母、タカシの母 他）
- 鬼神童子ZENKI（茉実、母親）

1996年
- 逮捕しちゃうぞ（不良A）
- ちびまる子ちゃん（1996年 - 2010年、上田〈初代〉）
- 忍たま乱太郎（加藤団蔵〈代役〉）
- 名探偵コナン（1996年 - 2010年、店員、高畑響子）

1998年
- クレヨンしんちゃん（1998年 - 2001年、トモ〈初代〉、女子寮の女性A）
- デビルマンレディー（アスカ蘭）
- よいこ（ママ）

1999年
- 週刊ストーリーランド（城田秀子）
- それいけ!アンパンマン（おバチちゃん〈初代〉）
- BLUE GENDER（ブレンダ・ミレン）
- 魔術士オーフェン Revenge（シャール）

2000年
- KAIKANフレーズ（幼い咲也、ファン）

2001年
- 砂漠の海賊!キャプテンクッパ（ベルガ）

2002年
- あたしンち（2002年 - 2007年、小川先生〈2代目〉、店員A、店員B）

2006年
- 史上最強の弟子ケンイチ（小野杏子）

2008年
- まめうしくん（まねんど）

2010年
- デュエル・マスターズ クロスショック（ウマ・カーン）
- ドラえもん（テレビ朝日版第2期）（店員）

### OVA
1991年
- SOL BIANCA 2
- ガルフォース新世紀編（ダイヤ）
- 孔雀王3 櫻花豊穣（リポーター）

1992年
- D-1 DEVASTATOR（女性研究員、オペレーター）

1993年
- ジェノサイバー 虚界の魔獣（ラット）
- 特捜戦車隊ドミニオン（TVアナウンス）
- BASTARD!! -暗黒の破壊神-（聖騎士C）
- モルダイバー（ナスターシャ）

1994年
- おたくの星座（女の声）
- コズミック・ファンタジー 銀河女豹の罠
- 新・キューティーハニー（スージーZ）
- マクロスプラス

1995年
- 美少女遊撃隊バトルスキッパー（シスター、四天王B）

1996年
- スレイヤーズすぺしゃる（母親）
- まじかるマホ（先生、フキ夫）

2000年
- まんがビデオ 魔王ダンテ（メドッサ）

### 劇場アニメ
- マクロスプラス MOVIE EDITION（1995年）
- クレヨンしんちゃん 暗黒タマタマ大追跡（1997年、ホステス3）
- クレヨンしんちゃん 爆発!温泉わくわく大決戦（1999年、女性キャスター）
- クレヨンしんちゃん 嵐を呼ぶ 歌うケツだけ爆弾!（2007年、飛行場アナウンス）

### ゲーム
- the Queen of Duellist 外伝α+（1994年、神戸麗華）
- キューティーハニーFX（1995年、夢見有子）※島村薫表記
- マクロス デジタルミッション VF-X（1997年、カレン・アレン）
- Microsoft Flight Simulator X（2007年）
- マブラヴ オルタネイティヴ トータル・イクリプス（2013年、将校） - 遺作

### 吹き替え

#### 映画
- 男たちの挽歌4
- ゴッド・ギャンブラー完結篇（ホイユン）
- ジャイアント・ベビー ※ソフト版
- スプラッシュ2
- 天使にラブ・ソングを2（司教区役員〈レヴァリン・T・ゴールド〉）※ソフト版
- バーチャル・ウォーズ ※VHS版
- バラ色の選択
- ロレンツォのオイル/命の詩

#### テレビドラマ
- オン・ジ・エアー（名前のない女〈ベリナ・ローガン〉）
- パワーレンジャー（食べ物パーティーの客）

#### テレビ番組
- アレン・ストレンジの不思議な旅（ロビー）

#### アニメ
- インセクターズ（アエリア）
- おたすけマニー（ケリー〈初代〉、シメール〈初代〉）
- ザ・シンプソンズ（看護婦）
- ドーラ（ドーラ、ディエゴ、蝶々ロボット、小さなにじ、ジャック、コーラス、ンターリ、マッパちゃん 他）
- ミュータント・タートルズ（アルマ、ザック、女、王女）※テレビ東京版
- ワード・ワールド（ベア）

### 特撮
- 燃えろ!!ロボコン（ロボデジの声、団子町の人々）
- 燃えろ!!ロボコンVSがんばれ!!ロボコン（ロボデジの声）

### CD
- 戦ー少女イクセリオン第1巻 誕生篇（クトゥルフ側近、ホーム・アナウンス、監視システム）
- 幸運男子 -ラッキーくん-（信子）
- ルナ・シークレット（聖夜）

### CM
- HPmini ポータブルPC
- スクウェア・エニックス
- 講談社amie
- 鋸南不動産

### 教材
- 福武書店Eチャレ（テックス）
- ベネッセActive Kids English（ポクポク）
- ジオス 英検準備CD（ナレーション）
- TOEIC受験用ネット教材（ナレーション）

### テレビ番組
- ランク王国（CGキャラクター・ラルフの声〈初代〉） - TBS
- クボジュンのえいごっこ（ぬいぐるみ・ポトポトの声） - BS-i・TBS
- ひとりでできるもん!（CGキャラクター・エノケンの声） - NHK教育テレビ

### その他コンテンツ
- 鋼殻のレギオス DVD特典映像（ラミス）
- オモチャーらんど（声の出演）